# Залишки старовинного парку в с. Млиниська
За́лишки старови́нного па́рку в с. Млини́ська — парк-пам'ятка садово-паркового мистецтва місцевого значення в Україні. Розташований у селі Млиниська Тернопільського району Тернопільської області.
Площа 7,6 га. Статус присвоєно згідно з рішенням Тернопільської обласної ради від 18.02.1994 року зі змінами, затвердженими її рішенням від 27. 04. 2001 року № 238. Перебуває у віданні: Кобиловолоцька сільська рада.
Статус присвоєно для збереження залишків давнього парку при панському маєтку. Збереглися 7 дубів черещатих віком 200 років, 3 липи дрібнолисті віком 200 років, 2 буки пурпуролисті віком 100 років, 2 сосни Веймутові.